# Jesús Noguera
Jesús Noguera Perea (Orihuela, 3 mei 1990) is een Spaanse darter die uitkomt voor de PDC. Hij haalde zijn tourkaart voor 2020/2021 door als tweede te eindigen op de Challenge Tour ranglijst van 2019. Hij haalde hier twee overwinningen. In 2020, 2021 en 2024 kwam Noguera uit voor Spanje op de World Cup of Darts.